# Perizoma candidaria
Perizoma candidaria là một loài bướm đêm trong họ Geometridae.